# ديفيد بيرنهارت
ديفيد بيرنهارت (بالسويدية: David Bernhardt)‏ هو لاعب هوكي جليد سويدي، ولد في 1 ديسمبر 1997 في Huddinge Municipality ‏ في السويد.

## وصلات خارجية
- ديفيد بيرنهارت على موقع دوري الهوكي الوطني (الإنجليزية)
- ديفيد بيرنهارت على موقع EliteProspects.com (الإنجليزية)
- ديفيد بيرنهارت على موقع Eurohockey.com (الإنجليزية)
- ديفيد بيرنهارت على موقع HockeyDB.com (الإنجليزية)